# The Knowledge
The Knowledge je patnácté studiové album anglické skupiny Squeeze. Vydáno bylo 13. října roku 2017 společností Love Records. Spolu s Glennem Tilbrookem, zpěvákem a kytaristou kapely, jej produkovali Laurie Latham a Andrew Jones. Latham se jako producent podílel i na předchozí desce Cradle to the Grave z roku 2015. V době mezi předchozím a tímto albem došlo v kapele k personálním změnám. Na novém albu již nehraje baskytaristka Lucy Shaw, kterou nahradila Yolanda Charles. Zároveň se zde představuje šestý člen kapely, sice perkusionista Steve Smith.

## Seznam skladeb
Autory všech skladeb jsou Chris Difford a Glenn Tilbrook.
1. Innocence in Paradise – 5:09
2. Patchouli – 3:45
3. A&E – 3:39
4. Every Story – 3:32
5. Rough Ride – 4:18
6. Departure Lounge – 5:14
7. Final Score – 3:57
8. Please Be Upstanding – 3:59
9. The Ones – 3:47
10. Albatross – 2:10
11. Elmers End – 2:59
12. Two Forks – 4:29